# جيمس جاي جريكو
جيمس جاي جريكو (بالإنجليزية: James J. Greco)‏ هو كاتب سيناريو أمريكي، ولد في 4 يناير 1958 في نيو هيفن في الولايات المتحدة.